# Erythranthe hardhamiae
Erythranthe hardhamiae är en gyckelblomsväxtart som beskrevs av N.S.Fraga. Erythranthe hardhamiae ingår i släktet Erythranthe och familjen gyckelblomsväxter. Inga underarter finns listade i Catalogue of Life.